# ENIAC
ENIAC (Electronic Numerical Integrator and Calculator) var den første amerikanske computer. Den blev designet af John William Mauchly og John Presper Eckert, og bygget under 2. verdenskrig. Den fyldte ca. 150 kvadratmeter og vejede henved 30 tons. Et alvorligt problem under udviklingen var at tilvejebringe tilstrækkelig køling til de elektroniske kredsløb, som bl.a. omfattede 17.468 radiorør.
Konstruktionen af ENIAC blev finansieret af den amerikanske hær (U.S. Army). Projektet blev godkendt 9. april 1943 og igangsat 1. juni 1943. Det oprindelige budget lød på US$ 150.000, men projektet endte med at koste tæt ved US$ 500.000. ENIAC var oprindeligt tænkt anvendt til ballistiske beregninger, men den færdige maskine fandt en lang række anvendelser inden for numerisk analyse, et felt der i sig selv blev gjort muligt af adgangen til hidtil ukendt regnekraft.
ENIAC blev bygget på University of Pennsylvania, Moore School of Electrical Engineering. Projektet blev ledet af Herman H. Goldstine fra den amerikanske hær. Projektet var unikt i sin anvendelse af radiorør, en teknik der i samtiden blev anset for at være for upålidelig til brug i så stor skala.
Konstruktionen af ENIAC var oprindeligt hemmelig, men maskinen blev 14. februar 1946 demonstreret for offentligheden. I forbindelse med omtalen af denne demonstration opstod ordet elektronhjerne (electronic brain), et ord der de følgende år hyppigt blev anvendt om computere. ENIAC var i drift indtil 2. oktober 1955.
ENIAC havde (i modsætning til moderne computere) ikke lagret program. I stedet var programmet fastlagt med forbindelser med kabler, hvilket betød, at det kunne tage dage at lægge et nyt program på maskinen. Mauchly og Eckert udviklede sammen med John von Neumann ideen om at anvende et lagret program under udviklingen af ENIAC, men ideen blev ikke anvendt i projektet, da det blev anset for vigtigere af få maskinen færdig hurtigst muligt. De ideer Mauchly, Eckert, von Neumann og Goldstine udviklede under dette forløb fik imidlertid voldsom indflydelse på al senere udvikling af computere. ENIAC blev i 1948 udvidet med en primitiv form for lagret program funktion, hvilket nedbragte tiden for at lægge et nyt program på maskinen fra dage til få timer.